# Пириу-Віу
Пириу-Віу (рум. Pârâu Viu) — село у повіті Горж в Румунії. Входить до складу комуни Берлешть.
Село розташоване на відстані 199 км на захід від Бухареста, 32 км на схід від Тиргу-Жіу, 68 км на північ від Крайови.

## Населення
За даними перепису населення 2002 року у селі проживали 270 осіб, усі — румуни. Усі жителі села рідною мовою назвали румунську.